# Chrysina argenteola
Chrysina argenteola är en skalbaggsart som beskrevs av Bates 1888. Chrysina argenteola ingår i släktet Chrysina och familjen Rutelidae. Inga underarter finns listade i Catalogue of Life.